# ظبي أسود
الظبي الأسود أو الظبي الهندي (الاسم العلمي: Antilope cervicapra) نوع من الظباء متوطن في شبه القارة الهندية. سمي النوع بالظبي الأسود وهو لون الذكور البالغة، بينما لون الإناث والذكور اليافعة بني مصفر.

## صور

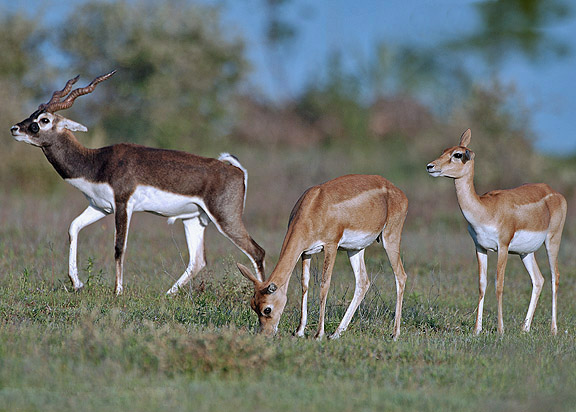
ذكر بالغ، زوج من الإناث
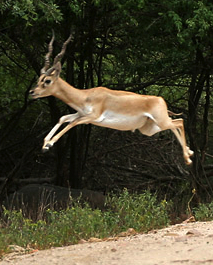
ذكر يافع

## اقرأ كذلك
- قائمة مزدوجات الأصابع حسب العدد